# Steve Kratz
Steve Arnold Stig Mikael Kratz (født 26. september 1961 i Mjölby) er en svensk skuespiller. Han er uddannet fra Teaterhögskolan i Stockholm og har siden 1998 været tilknyttet Stockholms stadsteater.
Kratzs filmroller inkluderer blandt andet Hånden på hjertet (2000) og Tidsrejsen (2011), samt tv-serier som Beck, De tre venner og Jerry, Höök og Familien Löwander. Han er også kendt som tegnefilmsdubber, hvor han har lagt stemme til flere børnefilm, blandt andet Bamse og Tyvenes by fra 2014.

## Udvalgt filmografi
- Klassliv (tv-serie, 1989-1990)
- Black Jack (1990)
- Din vredes dag (tv-serie, 1991)
- Beck (tv-serie, 1998)
- De tre venner og Jerry (animeret tv-serie, 1999)
- Julemanden (1999)
- Nya tider (tv-serie, 1999-2006)
- Hånden på hjertet (2000)
- Återkomsten (tv-serie, 2001)
- Kommissarie Winter (tv-serie, 2001)
- Karlsson på taget (animationsfilm, 2002)
- Pas på fjolserne (2007)
- Höök (tv-serie, 2008)
- Tidsrejsen (2011)
- Vi er de bedste! (2013)
- Bamse og Tyvenes by (animationsfilm, 2014)
- Bamse og heksens datter (animationsfilm, 2016)
- Familien Löwander (tv-serie, 2018)
- Bamse og kraftklokkerne (animationsfilm, 2018)
- Pelle Haleløs (animationsfilm, 2020)
- Mørkt hjerte (tv-serie, 2022)
- Alt og Eva (tv-serie, 2024)